# Elaeocarpus submonoceras
Elaeocarpus submonoceras är en tvåhjärtbladig växtart. Elaeocarpus submonoceras ingår i släktet Elaeocarpus och familjen Elaeocarpaceae.

## Underarter
Arten delas in i följande underarter:
- E. s. collinus
- E. s. fusicarpus
- E. s. lasionyx
- E. s. oliganthus
- E. s. oxypyren
- E. s. procerus
- E. s. submonoceras